# 西城柊香
西城 柊香（さいじょう しゅうか、1998年6月3日 - ）は、日本のAV女優。C-more エンターテイメント所属。

## 略歴・人物
2019年2月にAVデビュー。デビュー作と2作目は「西條いつき（さいじょう いつき）」で出演している。
趣味はアニメ鑑賞、特技はマッサージ。

## 出演作品

### アダルトDVD
2019年
- 男まさりの工業系女子が仕事で使う作業着姿のままAV出演 初めてチ○ポの快感を知り完全メス堕ち!（2月21日、SODクリエイト）※「西條いつき」名義
- 男まさりの工業系女子 西條いつき SEXの味が忘れられず、仕事中に作業着姿でAV再出演（3月21日、SODクリエイト）※「西條いつき」名義
- ナチュラルハイ20周年記念作品 痴漢総決起集会2019 夏の陣撮り下ろし10作品 完全［中出し］スペシャル（8月1日、ナチュラルハイ）
- 射精女子 チ●ポでイッちゃうフタナリ女子●生（9月7日、桃太郎映像出版）
- 隣で妹が寝ているのに音を消さずにAVを観る兄。それに気付いた妹は見て見ぬフリをしようとするが股間は言う事を聞かず… 2（9月20日、DOC）
- 私が満足するまでイカせないよ? 愛液&ヨダレべっとりの無限ループPTMセックス!上下のお口で快楽貪り責めてくるどスケベ清純派美少女!（10月18日、DOC）
- 『生でもいいよ…』清拭中に勃ってしまったデカチンを他の患者にバレないように布団の中の密着汗だくSEXで何度も中出しさせてくれる美人ナース（10月18日、DOC）

### ネット配信
2019年
- 【初撮り】ネットでAV応募→AV体験撮影 1013 『プライベートのセックスではSが発揮できないんです…』とAV応募!可愛い顔して責めるのが大好き!溜まったS欲を発散させるべくパイズリ、アナル舐め、騎乗位etcあの手この手でM男優を責めまくる!!（シロウトTV）※「柊香」名義
- 豹変!絶叫!絶頂!初潮吹き!! 掛け持ちバイトで溜まったストレスはSEXで発散!!「潮を吹いてみたいんです」と自らおねだりし綺麗なピンクおま○こを激しく手マンされて…!!エロムチボディと美しい美尻を痙攣させ、大絶叫で何度イっても終わらない連続オーガズム!!「いっぱい潮吹いちゃった…♪」（プレステージプレミアム）※「さつき」名義
- プールナンパ 27 人気のナイトプールで見つけた水着美女!知らない男にしつこく絡まれるわ、スイートだと聞いて通された部屋が夜景すら微妙な普通の部屋だわ…。ガン萎えだったにもかかわらず、アルコールが入った途端ヤりたい欲を抑えきれなくなり、同僚放置でセックス始めッ!!（ナンパTV）
- ち●ぽ狩りをするヤバいレズビアンカップル!レズだけどち●ぽも欲しくなる!カメラの前で恥じらいセックス!男優要求!3連結バックで絶頂!へんたいかっぷるディスカバリー:柊香さん あいりさん(仮名)（プレステージプレミアム）※「柊香」名義
- 【勤務中にAV出演】23歳【無類のドM娘】しゅうかちゃん参上!AVを週に4.5本鑑賞している彼女の応募理由は『おもちゃにされたくて…♪』【調教陵辱プレイ】【強制イラマチ】とにかく【ド変態】いきなりオナ見せしマン汁ドバド（ARA）※「しゅうか」名義
- 働くドMさん. Case.22 出版印刷会社事務員/西条さん/23歳 会社の非常階段でバレるかバレないかの就業時間、汗だく激フェラで精子浴びちゃう断りきれない色白美人。アフター5は隠れ巨乳をぶりんぶりん揺らして絶叫アクメに溺れる欲求不満っぷり!（プレステージプレミアム）※「西条」名義
- ベタ惚れデレデレハメ撮り♪相手がタイプでテンション↑↑の美少女がサービス満点の超高速フェラチオ!やりすぎ注意!挿入前にチ○コは暴発!!今日会ったばかりの二人とは思えないラブラブ愛欲SEXでイキまくり!ヨダレのように精子を垂らし→お掃除フェラ→笑顔でごっくん♪（プレステージプレミアム）※「ゆい」名義
- しーちゃん（これすこ。）
- エチエチすぎる舌技レロレロベロチュー手コキで射精待った無し! 2 完全主観!美少女10名に舐められ焦らされシコられる!（9月26日、DOC）
- 淫乱痴女新米ナースしゅうか(22)（しろうとまんまん）※「しゅうか」名義